# Torched (Michael Hedges)
Torched è un album (postumo) di Michael Hedges, pubblicato dalla Windham Hill Records nel 1999. Torched venne pubblicato dopo la morte di Michael Hedges (avvenuta nel dicembre 1997), il disco venne intitolato così come intendeva il chitarrista stesso.

## Tracce
Tutti i brani composti da Michael Hedges 
1. Torched – 4:51
2. Spring Buds – 4:20
3. Fusion of the Five Elements – 3:59
4. Promise Land – 3:52
5. Phoenix Fire – 3:40
6. Dream Beach – 3:51
7. Arrowhead – 2:17
8. Shell Shock Venus – 4:14
9. Ursa Major – 3:45
10. Free Swinging Soul – 4:19
11. Rough Wind in Oklahoma – 4:17
12. Sapphire – 3:48
13. Gospel of Mary/The Holy Flame – 5:34
14. Java Man – 3:44
15. Coda: Free Swinging Soul (1994 Concert) – 5:29

## Musicisti
- Michael Hedges - chitarra acustica, basso, chitarra harp, sintetizzatore, flauto alto, melodeon, percussioni, voce
- Michael Manring - basso (brano: 15)
- David Crosby - armonie vocali (brano: 2)
- Graham Nash - armonie vocali (brano: 2)